# يالتي
يالتي هي بلدة في مقاطعة شورتشي في ولاية صرخنداريا في أوزبكستان.